# Nadia Hilker
Nadia Hilker (Munich, 1 de diciembre de 1988) es una actriz alemana, reconocida especialmente por interpretar el papel de Magna en la popular serie de televisión The Walking Dead a partir de su novena temporada en 2018. También integró el elenco de la película The Divergent Series: Allegiant y de la serie The 100, además de participar en una gran cantidad de producciones de televisión en su país entre 2010 y 2015.

## Filmografía

### Cine
| Año  | Título                          | Rol    | Notas |
| ---- | ------------------------------- | ------ | ----- |
| 2014 | Spring                          | Louise |       |
| 2014 | In the Gallery                  | Zeynep | Corto |
| 2016 | The Divergent Series: Allegiant | Nita   |       |
| 2016 | Collide                         | Rowena |       |

### Televisión
| Año       | Título             | Rol                | Notas                                                                            |
| --------- | ------------------ | ------------------ | -------------------------------------------------------------------------------- |
| 2010      | Zimmer mit Tante   | Marie-Luise Seelig | Telefilme                                                                        |
| 2010      | Die Route          | Xenia              | Telefilme                                                                        |
| 2010      | SOKO München       | Tina Pfeifer       | Episodio: "Schmarotzer"                                                          |
| 2010      | Alarm für Cobra 11 | Shirin             | Episodio: "Für das Leben eines Freundes"                                         |
| 2010      | SOKO Stuttgart     | Tatjana Marquardt  | Episodio: "Knock Out"                                                            |
| 2011      | Für immer 30       | Luca               | Telefilme                                                                        |
| 2012      | Der letzte Bulle   | Romy Weidner       | Episodio: "Ich sag's nicht weiter"                                               |
| 2012      | SOKO München       | Lena Weil          | Episodio: "Liebe, Sex und Tod"                                                   |
| 2012      | The Other Wife     | Gemma Kendall      | Miniserie                                                                        |
| 2013      | München 7          | Nadine             | Episodio: "Einfach anders"                                                       |
| 2015      | Breed              | Ruby               | Piloto                                                                           |
| 2015      | Huck               | Betti              | Episodio: "Cannstatter Kurve"                                                    |
| 2016–2017 | The 100            | Luna               | Recurrente (Temporada 3-4; 7 episodios)                                          |
| 2018–2022 | The Walking Dead   | Magna              | Recurrente (Temporada 9; 10 episodios) Principal (Temporada 10-11; 20 episodios) |